# FIFA 16
FIFA 16 es un videojuego de fútbol desarrollado por EA Canadá y publicado por EA Sports. Es el 23.º de la serie y salió a la venta el 22 de septiembre en América del Norte y el 24 de septiembre en Europa. Fue lanzado para Windows, consolas de la séptima generación: Xbox 360 y PlayStation 3, y consolas de la octava generación: PlayStation 4 y Xbox One. En cuanto al motor, cuenta con el Ignite engine para PlayStation 4, Xbox One y Microsoft Windows; mientras que para PlayStation 3 y Xbox 360 mantiene el Impact Engine.
El juego es el primero de la serie FIFA, en incluir futbolistas femeninas y un modo de juego en el Ultimate Team, el FUT Draft. Es también el primero en el que los jugadores de las portadas fueron elegidos por voto popular, incluyendo la primera mujer en aparecer en la portada de un juego de FIFA.

## Ultimate Team
El FIFA Ultimate Team de este año cuenta con un importante cambio en el diseño de su interfaz, sobre la base de mejoras sugeridas por los usuarios.
En esta edición, tal como desde el año 2013, se vuelve a incluir la Copa Movember como una forma de colaborar con la Fundación Movember, la organización benéfica global que busca concienciar sobre temas de salud masculina.

## Jugabilidad
David Rutter, vicepresidente de la compañía señaló que "Traer algunas de las mejores jugadoras y los mejores equipos femeninos en el mundo a nuestra franquicia es un evento masivo de EA Sports EA Sports". En febrero de 2013, la capitán española Vero Boquete había utilizado una petición en Change.org para presionar a la FIFA e incluir jugadoras, ganando más de 20.000 firmas en sus primeras 24 horas.
Los jugadores no serán capaces de crear equipos mixtos o jugar con equipos de mujeres contra equipos de los hombres, pero ellos tendrán la oportunidad de utilizar los equipos de las mujeres en el Match Day (amistosos offline), amistosos en línea y un torneo offline modelado sobre la base de la Copa Fútbol.
El juego contiene 78 estadios, incluyendo 50 recreados del mundo real, añadiendo los estadios de los equipos recién ascendidos a la Premier League, el Watford, el Bournemouth y el Norwich City. El Fratton Park, hogar del Portsmouth, se añadió en honor al fan del Portsmouth Simon Humber, director creativo de la serie FIFA, que murió de cáncer en 2015.
Un nuevo Training Mode (Modo de entrenamiento) se ha añadido al modo carrera que permite al jugador desarrollar futbolistas en el equipo que está manejando sin llegar a jugar con ellos. Estos son en forma de juegos de habilidad, una característica nueva a la serie anterior. Permite al jugador establecer un enfoque específico en el que el futbolista desarrolla su crecimiento y va a aumentar específicamente según el atributo elegido. Hacer esto también aumenta el valor de mercado del jugador.
Las nuevas mejoras en partido amistoso se han añadido al Modo Carrera y los jugadores ahora pueden elegir un torneo amistoso antes de que comience la temporada. Ganar estos torneos amistosos le dan al jugador una recompensa en forma de un aumento del presupuesto para traspasos. Además, las sustituciones ilimitadas están permitidas al jugar estos partidos amistosos. Otras características incluyen préstamos de dos años, muchas mejoras presupuestarias, transferencias más realistas, valoraciones mejoradas del jugador, así como la cap.

## FIFA 16 en móviles
Este año, FIFA 16 ha mejorado bastante en dispositivos móviles; fue lanzado a principios de septiembre para iOS y el 22 fue lanzado para Android. Los gráficos fueron mejorados, pero solo los dispositivos de alta gama pueden correr el juego. Por primera vez, existirán celebraciones en el juego. La interfaz también ha mejorado. Puede ser encontrado en la App Store y Play Store como FIFA 16 Ultimate Team. También, mucha gente creía que el FIFA 16 en móviles sería una actualización de FIFA 15 Ultimate Team, que ocurrió. Esa actualización para FIFA 15 Ultimate Team contenía las camisetas y plantillas de la temporada 2015-2016. Los principales cambios son la jugabilidad y gráficos, pues ahora tiene el mismo motor gráfico de las versiones de consolas Xbox 360 - PS3.
Recientemente el año pasado, El Youtuber y modder "Ma'ruf ID" Hizo posible de que regresara el juego y se pudiese jugar en modo offline, Sin necesidad de estar conectado a una red wifi, y desde ese momento, Otros modders han podido crear otras modificaciones como mejorar los gráficos, actualizar las plantillas de esta presente temporada y entre muchas otras cosas.

## Desarrollo y lanzamiento
Los diseñadores del juego utilizaron el método de captura de movimiento con la defensa australiana Steph Catley.
FIFA 16 fue anunciado el 28 de mayo de 2015.  El anuncio de la inclusión de jugadares femeninas se encontró con la respuesta positiva de la crítica de IGN. El tráiler oficial de EA Sports reveló característica del fútbol femenino que fue liberado el 28 de mayo e incluyó material en vivo en el juego de las jugadoras como Morgan, Leroux, Rapinoe, Boquete, Abby Wambach, Hope Solo, Eniola Aluko de Inglaterra y Steph Houghton, la alemana Célia Šašić, la canadiense Christine Sinclair y Kosovare Asllani de Suecia. El juego está protegido con Denuvo.
El 3 de agosto de 2015 se anunció que el juego contaría con 9 nuevos estadios, aumentando el número total de los estadios con licencia a 50.
El juego fue lanzado en septiembre de 2015 en todo el mundo para Microsoft Windows, PlayStation 3, PlayStation 4, Xbox 360, Android, iOS y Xbox One. Un representante de Electronic Arts ha confirmado que el juego no está en desarrollo ni en PlayStation Vita ni en Nintendo 3DS o Wii U por lo que FIFA 16 será la primera edición de la serie desde el año 2000 en no contar con ninguna de las plataformas de Nintendo.

## Demo
En Gamescom 2015 fue revelada la fecha oficial del lanzamiento de la demo: fue el 8 de septiembre para las plataformas Xbox One, Xbox 360, PlayStation 4, PlayStation 3 y Microsoft Windows. También la lista de los equipos que integran la demo fue revelada, los cuales son el Chelsea, el Manchester City, el FC Barcelona, el Real Madrid, el Borussia Dortmund, el Borussia Mönchengladbach, el París Saint-Germain, el Inter de Milán, el River Plate, el Universidad de Chile y el Seattle Sounders
. También incluirá los equipos nacionales de mujeres de Alemania y los Estados Unidos.

## Portada
FIFA 16 fue el primer juego de la serie en permitir a los seguidores de la saga poner a su jugador favorito junto a Lionel Messi en la portada del juego en Australia, Brasil, Polonia y el Reino Unido. Tres jugadoras (Catley, Sinclair y Morgan) se convirtieron en las primeras mujeres en estar en la portada de un juego FIFA.
| Región o país/es                        | Jugador                     |
| --------------------------------------- | --------------------------- |
| Global                                  | Lionel Messi                |
| Arabia Saudita                          | Yasser Al-Shahrani          |
| Australia                               | Stephanie Catley Tim Cahill |
| Austria                                 | David Alaba                 |
| Brasil                                  | Oscar                       |
| Canadá                                  | Christine Sinclair          |
| Estados Unidos                          | Alex Morgan                 |
| Francia                                 | Antoine Griezmann           |
| Reino Unido Irlanda                     | Jordan Henderson            |
| Italia                                  | Mauro Icardi                |
| Japón                                   | Shinji Kagawa               |
| Latinoamérica (excepto Brasil y México) | Juan Cuadrado               |
| México                                  | Marco Fabián                |
| Polonia                                 | Arkadiusz Milik             |
| Turquía                                 | Arda Turan                  |

## Comentaristas
| Región o País   | Idioma     | Comentaristas                                                        |
| --------------- | ---------- | -------------------------------------------------------------------- |
| Brasil          | Portugués  | Tiago Leifert Caio Ribeiro                                           |
| España          | Español    | Manolo Lama Paco González Antonio Ruiz                               |
| Estados Unidos  | Inglés     | Martin Tyler Alan Smith                                              |
| Francia         | Francés    | Hervé Mathoux Franck Sauzée                                          |
| Hispanoamérica  | Español    | Fernando Palomo Mario Alberto Kempes Ciro Procuna.                   |
| Italia          | Italiano   | Pierluigi Pardo Stefano Nava Matteo Barzaghi                         |
| Mundo árabe     | Árabe      | Essam El Shawaly Abdullah Al-Mubarak Harby                           |
| Países Bajos    | Neerlandés | Youri Mulder Evert ten Napel                                         |
| Polonia         | Polaco     | Dariusz Szpakowski Wlodzimierz Szaranowicz                           |
| Portugal        | Portugués  | Hélder Conduto David Carvalho                                        |
| Reino Unido     | Inglés     | Clive Tyldesley Andy Townsend Alan Smith Martin Tyler Geoff Shreeves |
| República Checa | Checo      | Jaromír Bosák Petr Svěcený                                           |
| Rusia           | Ruso       | Yuri Rozanov Alexander Loginov                                       |

## Ligas
Las ligas que aparecen en el listado son las mismas que estuvieron presentes en FIFA 15.
| Región o País   | Liga                           | Confederación |
| --------------- | ------------------------------ | ------------- |
| Alemania        | Bundesliga                     | UEFA          |
| Alemania        | 2. Bundesliga                  | UEFA          |
| Arabia Saudita  | Abdul Latif Jameel League      | AFC           |
| Argentina       | Torneo de Primera (A)          | CONMEBOL      |
| Australia       | Hyundai A-League               | AFC           |
| Austria         | Bundesliga A.                  | UEFA          |
| Bélgica         | Jupiler Pro League             | UEFA          |
| Chile           | Campeonato Nacional Scotiabank | CONMEBOL      |
| Colombia        | Liga Dimayor                   | CONMEBOL      |
| Corea del Sur   | K League Classic               | AFC           |
| Dinamarca       | Alka Superligaen               | UEFA          |
| Escocia         | Premiership                    | UEFA          |
| España          | Liga BBVA                      | UEFA          |
| España          | Liga Adelante                  | UEFA          |
| Estados Unidos  | MLS                            | CONCACAF      |
| Francia         | Ligue 1                        | UEFA          |
| Francia         | Ligue 2                        | UEFA          |
| Inglaterra      | Premier League                 | UEFA          |
| Inglaterra      | FL Championship                | UEFA          |
| Inglaterra      | Football League One            | UEFA          |
| Inglaterra      | Football League Two            | UEFA          |
| Irlanda         | Airtricity League              | UEFA          |
| Italia          | Serie A TIM                    | UEFA          |
| Italia          | Serie B (B)                    | UEFA          |
| México          | Liga Bancomer MX               | CONCACAF      |
| Noruega         | Tippeligaen                    | UEFA          |
| Países Bajos    | Eredivisie                     | UEFA          |
| Polonia         | Ekstraklasa                    | UEFA          |
| Portugal        | Liga NOS (C)                   | UEFA          |
| Rusia           | Russian Premier League         | UEFA          |
| Suecia          | Allsvenskan                    | UEFA          |
| Suiza           | Super League                   | UEFA          |
| Turquía         | Süper Lig                      | UEFA          |
| Resto del Mundo | MLS All-Stars                  | Desbloqueable |
| Resto del Mundo | Adidas All-Stars               | Desbloqueable |
| Resto del Mundo | Classic XI                     |               |
| Resto del Mundo | World XI                       |               |
| Ucrania         | Shakhtar Donetsk               | UEFA          |
| Sudáfrica       | Kaizer Chiefs                  | CAF           |
| Sudáfrica       | Orlando Pirates                | CAF           |
| Brasil Vuelve   | Atlético Mineiro               | CONMEBOL      |
| Brasil Vuelve   | Atlético Paranaense            | CONMEBOL      |
| Brasil Vuelve   | Avaí                           | CONMEBOL      |
| Brasil Vuelve   | Chapecoense Nuevo              | CONMEBOL      |
| Brasil Vuelve   | Coritiba                       | CONMEBOL      |
| Brasil Vuelve   | Cruzeiro                       | CONMEBOL      |
| Brasil Vuelve   | Figueirense                    | CONMEBOL      |
| Brasil Vuelve   | Fluminense                     | CONMEBOL      |
| Brasil Vuelve   | Grêmio                         | CONMEBOL      |
| Brasil Vuelve   | Internacional                  | CONMEBOL      |
| Brasil Vuelve   | Joinville Nuevo                | CONMEBOL      |
| Brasil Vuelve   | Palmeiras                      | CONMEBOL      |
| Brasil Vuelve   | Ponte Preta                    | CONMEBOL      |
| Brasil Vuelve   | Santos                         | CONMEBOL      |
| Brasil Vuelve   | São Paulo                      | CONMEBOL      |
| Brasil Vuelve   | Vasco da Gama                  | CONMEBOL      |
| Grecia          | Olympiacos                     | UEFA          |
| Grecia          | Panathinaikos                  | UEFA          |
| Grecia          | PAOK Salónica                  | UEFA          |

Disponibles solamente en Modo Carrera:
De CONMEBOL:
- Copa Latina - CONMEBOL Libertadores
- Copa Sudamérica - Copa América

De UEFA:
- Copa Campeones - UEFA Champions League
- Euro Liga - UEFA Europa League
- Copa Europa - Supercopa de Europa
- Clasif E.C. - Clasificación para la Eurocopa
- Camp. Europeo - Eurocopa

De la FIFA:
- FIFA WC Qualifiers - Clasificación para la Copa Mundial de Fútbol
- Copa Mundial de la FIFA
- Copa Confederaciones

Notas:
(A) = No están licenciados los siguientes clubes, y en paréntesis es como aparecen en el juego: Olimpo (Bahía Blanca), CA Banfield (Banfield), Defensa y Justicia (FL. Varela), Gimnasia y Esgrima de La Plata (G. La Plata), Sarmiento (Junín), Aldosivi (Mar del Plata), Nueva Chicago (Mataderos), Huracán (Parque Patricios), Crucero del Norte (Posadas), Atlético de Rafaela (Rafaela), San Martín (San Juan) (San Juan), Colón (Santa Fe), Arsenal (Sarandí), Temperley (Temperley) y Unión (Unión).
(B) = Todos los clubes, salvo los recién descendidos de la Serie A: Cagliari Calcio y A.C. Cesena, están sin licencia, pero con jugadores reales.
(C) = La Liga NOS está completamente licenciada, con el logotipo de la Liga en sus camisetas. Sin embargo, los clubes recién ascendidos: União da Madeira y CD Tondela están sin licenciar, y así aparecen en el juego respectivamente: (Madeira) y (Tondela).
Resto del mundo
EA Sports ha dado a conocer en su sitio web, que 16 de los 20 equipos que conforman el Brasileirao, estarán presentes en la sección "Resto del mundo", mientras que los equipos Rangers FC de Escocia y AEK Athens de Grecia, no aparecerán en el juego.

## Selecciones nacionales

### Selecciones masculinas
El juego contará con 48 Selecciones nacionales de fútbol masculinas. Las selecciones que aparecen en el listado son las mismas que estuvieron presentes en FIFA 15, con la excepción de la selección de Corea del Sur, y en su reemplazo, vuelven las selecciones de Canadá y China. Ambas selecciones (que se integran al juego, con sus selecciones masculinas y femeninas), no estaban en el juego desde su última aparición en FIFA 2001 y FIFA 10 respectivamente. Además, otra novedad es que se pierde la licencia de la selección de Noruega.
| Confederación | Selección                      | Licencia           |
| ------------- | ------------------------------ | ------------------ |
| UEFA          | Selección de Alemania          | Licenciada         |
| UEFA          | Selección de Austria           | Licenciada         |
| UEFA          | Selección de Bélgica           | Parcial            |
| UEFA          | Selección de Bulgaria          | Parcial            |
| UEFA          | Selección de Dinamarca         | Licenciada         |
| UEFA          | Selección de Escocia           | Licenciada         |
| UEFA          | Selección de Eslovenia         | Parcial            |
| UEFA          | Selección de España            | Licenciada         |
| UEFA          | Selección de Finlandia         | Parcial            |
| UEFA          | Selección de Francia           | Licenciada         |
| UEFA          | Selección de Gales             | Licenciada         |
| UEFA          | Selección de Grecia            | Licenciada         |
| UEFA          | Selección de Hungría           | Parcial            |
| UEFA          | Selección de Inglaterra        | Licenciada         |
| UEFA          | Selección de Irlanda           | Licenciada         |
| UEFA          | Selección de Irlanda del Norte | Licenciada         |
| UEFA          | Selección de Italia            | Licenciada         |
| UEFA          | Selección de Noruega           | Parcial            |
| UEFA          | Selección de Países Bajos      | Licenciada         |
| UEFA          | Selección de Polonia           | Licenciada         |
| UEFA          | Selección de Portugal          | Parcial            |
| UEFA          | Selección de República Checa   | Licenciada         |
| UEFA          | Selección de Rumanía           | Parcial            |
| UEFA          | Selección de Rusia             | Parcial            |
| UEFA          | Selección de Suecia            | Licenciada         |
| UEFA          | Selección de Suiza             | Parcial            |
| UEFA          | Selección de Turquía           | Licenciada         |
| CONMEBOL      | Selección de Argentina         | Licenciada         |
| CONMEBOL      | Selección de Bolivia           | Parcial            |
| CONMEBOL      | Selección de Brasil            | Licenciada         |
| CONMEBOL      | Selección de Chile             | Parcial            |
| CONMEBOL      | Selección de Colombia          | Licenciada         |
| CONMEBOL      | Selección de Ecuador           | Parcial            |
| CONMEBOL      | Selección de Paraguay          | Parcial            |
| CONMEBOL      | Selección de Perú              | Parcial            |
| CONMEBOL      | Selección de Uruguay           | Parcial            |
| CONMEBOL      | Selección de Venezuela         | Parcial            |
| CONCACAF      | Selección de Canadá            | Licenciada Regresa |
| CONCACAF      | Selección de Estados Unidos    | Licenciada         |
| CONCACAF      | Selección de México            | Licenciada         |
| CAF           | Selección de Camerún           | Parcial            |
| CAF           | Selección de Costa de Marfil   | Parcial            |
| CAF           | Selección de Egipto            | Parcial            |
| CAF           | Selección de Sudáfrica         | Parcial            |
| AFC           | Selección de Australia         | Licenciada         |
| AFC           | Selección de China             | Licenciada Regresa |
| AFC           | Selección de la India          | Parcial            |
| OFC           | Selección de Nueva Zelanda     | Parcial            |

### Selecciones femeninas
Por primera vez en la historia del juego y de la serie FIFA, el juego tiene selecciones nacionales de fútbol femenino y son 12 selecciones de diferentes países, todas completamente licenciadas.
| Confederación | Selección                            | Licencia   |
| ------------- | ------------------------------------ | ---------- |
| AFC           | Selección femenina de Australia      | Licenciada |
| AFC           | Selección femenina de China          | Licenciada |
| CONCACAF      | Selección femenina de Canadá         | Licenciada |
| CONCACAF      | Selección femenina de Estados Unidos | Licenciada |
| CONCACAF      | Selección femenina de México         | Licenciada |
| CONMEBOL      | Selección femenina de Brasil         | Licenciada |
| UEFA          | Selección femenina de Alemania       | Licenciada |
| UEFA          | Selección femenina de España         | Licenciada |
| UEFA          | Selección femenina de Francia        | Licenciada |
| UEFA          | Selección femenina de Inglaterra     | Licenciada |
| UEFA          | Selección femenina de Italia         | Licenciada |
| UEFA          | Selección femenina de Suecia         | Licenciada |

## Estadios
Estos son todos los estadios licenciados y genéricos de FIFA 16. Se integran 9 nuevos estadios, entre las que se destacan el debut en el juego, de los estadios: El Monumental
 de River Plate, el Borussia Park, estadio del Borussia Mönchengladbach, el CenturyLink Field del Seattle Sounders, el King Abdullah Sports City del Al-Ittihad y del Al-Ahli, además de los estadios de los 3 equipos recién ascendidos a la Premier League 2015-16 (Carrow Road del Norwich City, Vicarage Road del Watford y Vitality Stadium del Bournemouth), además de la inclusión del Fratton Park del Portsmouth (este último se agregó, en homenaje a un exdirector de EA Sports) y el regreso del Stade Vélodrome del Olympique de Marsella, que vuelve nuevamente al juego, luego de ausentarse en FIFA 15. El resto de los estadios, serán los mismos que estuvieron presentes en FIFA 15.
Los 50 estadios son los siguientes:
Los estadios en negrita son nuevos en el videojuego.
| País           | Estadio                         | Club/es                        |
| -------------- | ------------------------------- | ------------------------------ |
| Alemania       | Allianz Arena                   | Bayern de Múnich y 1860 Múnich |
| Alemania       | Borussia Park Nuevo             | Borussia Mönchengladbach       |
| Alemania       | Imtech Arena                    | Hamburgo S.V.                  |
| Alemania       | Olympiastadion                  | Hertha Berlín y Alemania       |
| Alemania       | Signal Iduna Park               | Borussia Dortmund              |
| Alemania       | Veltins-Arena                   | Schalke 04                     |
| Arabia Saudita | King Fahd Stadium               | Al-Hilal y Al-Shabab           |
| Arabia Saudita | King Abdullah Sports City Nuevo | Al-Ittihad y Al-Ahli           |
| Argentina      | La Bombonera                    | Boca Juniors                   |
| Argentina      | El Monumental                   | River Plate y Argentina        |
| Canadá         | BC Place                        | Vancouver Whitecaps            |
| España         | Camp Nou                        | FC Barcelona                   |
| España         | Mestalla                        | Valencia                       |
| España         | Santiago Bernabéu               | Real Madrid                    |
| España         | Vicente Calderón                | Atlético de Madrid             |
| Estados Unidos | CenturyLink Field Nuevo         | Seattle Sounders FC            |
| Francia        | Parc des Princes                | Paris Saint-Germain y Francia  |
| Francia        | Stade Gerland                   | Olympique de Lyon              |
| Francia        | Stade Vélodrome Vuelve          | Olympique de Marsella          |
| Gales          | Liberty Stadium                 | Swansea City                   |
| Inglaterra     | Anfield                         | Liverpool                      |
| Inglaterra     | Boleyn Ground                   | West Ham United                |
| Inglaterra     | Britannia Stadium               | Stoke City                     |
| Inglaterra     | Carrow Road Nuevo               | Norwich City                   |
| Inglaterra     | Emirates Stadium                | Arsenal                        |
| Inglaterra     | Etihad Stadium                  | Manchester City                |
| Inglaterra     | Goodison Park                   | Everton                        |
| Inglaterra     | King Power Stadium              | Leicester City                 |
| Inglaterra     | Old Trafford                    | Manchester United              |
| Inglaterra     | Selhurst Park                   | Crystal Palace                 |
| Inglaterra     | St James' Park                  | Newcastle United               |
| Inglaterra     | St Mary's Stadium               | Southampton                    |
| Inglaterra     | Stadium of Light                | Sunderland                     |
| Inglaterra     | Stamford Bridge                 | Chelsea                        |
| Inglaterra     | The Hawthorns                   | West Bromwich Albion           |
| Inglaterra     | Vicarage Road Nuevo             | Watford                        |
| Inglaterra     | Villa Park                      | Aston Villa                    |
| Inglaterra     | Vitality Stadium Nuevo          | Bournemouth                    |
| Inglaterra     | Wembley Stadium                 | Inglaterra                     |
| Inglaterra     | White Hart Lane                 | Tottenham Hotspur              |
| Inglaterra     | KC Stadium                      | Hull City                      |
| Inglaterra     | Loftus Road                     | Queens Park Rangers            |
| Inglaterra     | Turf Moor                       | Burnley                        |
| Inglaterra     | Fratton Park Nuevo              | Portsmouth                     |
| Italia         | San Siro                        | A.C. Milán e Inter de Milán    |
| Italia         | Juventus Stadium                | Juventus                       |
| Italia         | Stadio Olimpico di Roma         | A.S. Roma, Lazio e Italia      |
| México         | Estadio Azteca                  | América México                 |
| Países Bajos   | Ámsterdam Arena                 | Ajax y Países Bajos            |
| Ucrania        | Donbass Arena                   | Shakhtar Donetsk               |

### Estadios ficticios
| - Al Jayeed Stadium - Aloha Park - Arena D'Oro - Court Lane - Crown Lane - Eastpoint Arena - El Grandioso - El Libertador - Estadio de las Artes - Estadio El Medio - Estadio Presidente G. López - Euro Park - Forest Park Stadium | - Ivy Lane - Molton Road - O Dromo - Sanderson Park - Stade Municipal - Stadio Classico - Stadion 23. Maj - Stadion Europa - Stadion Hanguk - Stadion Neder - Stadion Olympik - Town Park - Union Park Stadium - Waldstadion |

Todos los estadios ficticios sólo están disponibles para Microsoft Windows, Xbox One, Xbox 360, PS4 y PS3.

## Banda sonora
EA Sports ha dado a conocer la lista completa de las canciones que vendrán en FIFA 16:
| - All Tvvins - Darkest Ocean - April Towers - A Little Bit Of Fear - Atlas Genius - Stockholm - Aurora Aksnes - Conqueror - Baiana System - Playsom - Baio - Sister Of Pearl - BANNERS - Shine A Light - Bastille - Hangin' - Beck - Dreams - Bomba Estéreo - Soy Yo - BØRNS - Fool - Coasts - Tonight - Disclosure - Omen feat. Sam Smith - Durante - Slow Burn feat. Chuck Ellis - Everything Everything -Distant Past - Foals - Mountain At My Gates - Gin Wigmore - New Rush - Icona Pop - Emergency - Jax Jones - Yeah Yeah Yeah - John Newman - Tiring Game feat. Charlie Wilson - Kaleo - Way Down We Go | - Kygo - ID - Louis The Child - It's Strange feat. K. Flay - Miami Horror - All It Ever Was - No Wyld - Let Me Know - Nothing But Thieves - Trip Switch - Of Monsters And Men - Crystals - Parade Of Lights - Feeling Electric - RAC - Back Of The Car feat. Nate Henricks - Raury - Crystal Express - Seinabo Sey - Pretend - Skylar Grey feat. X Ambassadors - Cannonball - Slaptop - Walls - Speelburg - Lay It Right - Swim Deep - One Great Song And I Could Change The World - The Royal Concept - Smile - The Very Best - Makes A King feat. Jutty Taylor - Tiggs Da Author - Run - Unknown Mortal Orchestra - Can't Keep Checking My Phone - X-Wife - Movin' Up - Years & Years - Gold - Zibra - Goodbye Mondays |